# Atlanta Braves
Die Atlanta Braves sind ein US-amerikanisches Baseball-Team. Sie spielen in der Eastern Division der National League der Major League Baseball.

## Geschichte

### Zeit in Boston (1870–1952)
Die Braves können ihre Geschichte bis auf die Cincinnati Red Stockings zurückführen, die 1869/1870 als erstes professionelles Baseball-Team überhaupt eine aufsehenerregende Serie von 130 Siegen in Folgen aufstellte und in dieser Zeit bereits vor 9.000 Zuschauern antrat. Als das Zuschauerinteresse nach den ersten Niederlagen nachließ, führte die nur zur Senkung der Spielergehälter gemeinte Drohung des Eigentümers, das Franchise aufzulösen, zu einer Abwanderung der meisten Spieler 1871 nach Boston, Massachusetts. Die nun gegründeten Boston Red Stockings traten in der National Association an, Vorläufer der heutigen National League. In der kurzen Zeit der National Association gewannen die Red Stockings vier der fünf Titel (1872–1875).
Nach Auflösung der NA wurde das Team (erst als Red Caps, ab 1883 als Boston Beaneaters) Gründungsmitglied der National League und war dort bis zum Ende des 19. Jahrhunderts sehr erfolgreich (acht Titel 1877, 1878, 1883, 1891, 1892, 1893, 1897, 1898). Diese Zeit wurde durch die langjährige Kontrolle durch Arthur Soden gekennzeichnet, der von 1876 bis 1906 Haupteigentümer war. Zwei Verkäufe und Umbenennungen später (1906 Boston Doves, Eigentümer Gebrüder Dovey; 1910 Boston Rustlers, Eigentümer W.H. Russell) wurde das Team 1912 zu den Boston Braves. Der erste Höhepunkt war 1914 der Gewinn der World Series gegen die Philadelphia Athletics, obwohl das Team am 4. Juli noch auf dem letzten Platz lag, was zum Spitznamen Miracle Braves führte.
Zwischen 1916 und 1946 kam das Team in der eingleisigen National League (acht Teams) nicht über den vierten Platz am Saisonende hinaus; 1948 konnte jedoch der nunmehr zehnte Sieg der NL gefeiert werden. Die zweite Teilnahme an der World Series ging jedoch gegen die Cleveland Indians verloren. Das erfolgreiche Team von 1948 wollten noch 1.450.000 Zuschauer sehen, danach sanken die Zuschauerzahlen aber rapide (1949 1,1 Mio., 1950 844.000, 1951 487.000). Im Jahr 1952 als absolutem Tiefpunkt kamen nur noch 281.000 Zuschauer, was 3.600 Zuschauer pro Heimspiel entsprach. Gegenüber dem Lokalrivalen Boston Red Sox aus der American League waren die Braves damit weder sportlich noch wirtschaftlich konkurrenzfähig. Eine Abwanderung war aufgrund der Finanzsituation unausweichlich, wofür mit einer Vielzahl von Städten verhandelt wurde.

### Milwaukee Braves (1953–1965)
Als kurz vor Saisonstart mit Milwaukee ein Abschluss möglich schien, intervenierte der Liga-Vorstand Ford Frick und untersagte den Umzug. Nach Klagedrohungen durch Vertreter des Heimatstaates Wisconsin wurde am Freitag, dem 13. März 1953 der Umzug doch genehmigt. Prompt besuchten im ersten Jahr 1.800.000 Zuschauer die Spiele der Milwaukee Braves.
Die Zeit in Milwaukee war vom extrem erfolgreichen Outfielder Hank Aaron geprägt, der dem Team von 1954 bis 1974 treu blieb und dort zahlreiche Rekorde aufstellte. Höhepunkt war der Gewinn der World Series 1957 über die New York Yankees sowie die beiden NL-Titel 1957 und 1958 (in jenem Jahr gewannen in der World Series die Yankees die Revanche).
Als 1961 mit den Minnesota Twins (ansässig in der Zwillingsstadt Minneapolis/St. Paul) ein lokaler Konkurrent auftrat, kam es nach einem Einbruch der Zuschauerzahlen von zuvor durchgängig mehr als 1,8 Mio. auf 1,1 Mio. Zuschauern 1962 zum Verkauf an ein Konsortium. Da mit fünften und sechsten Plätzen auch der sportliche Erfolg ausblieb, stand ein erneuter Umzug an, bei dem die Stadt Atlanta den Zuschlag bekam. Ein Umzug vor der Saison 1965 wurde aus Vertragsgründen und Klagedrohungen untersagt und um ein Jahr verschoben, worauf nur noch 555.000 Zuschauer die letzte Saison in Milwaukee sehen wollten.

### Atlanta Braves (seit 1966)
1966 folgte dann der Umzug, der die Braves nach Atlanta, Georgia führte, wo sie bis heute spielen. Ihre Heimspiele trägt die Mannschaft im Truist Park aus.
Den Braves gelang das „Kunststück“, seit 1991 bis in die Saison 2005 vierzehn Mal in Folge, oft mit Bravour, Gewinner ihrer Liga-Sektion (der Eastern Division der National League) zu werden. Zwei Meisterschaften konnten die Braves seit dem Umzug nach Atlanta feiern. 1995 in der World Series gegen die Cleveland Indians und zuletzt 2021 gegen die Houston Astros.
Einer der bekanntesten Spieler der Nachkriegszeit in ihren Diensten war Hank Aaron, der 1974 den Home-Run-Rekord von Babe Ruth (714) mit 755 übertraf. Erst 2007 gelang es Barry Bonds, diesen Rekord zu brechen.

## Trikotnummern, die nicht mehr vergeben werden
- 30 Dale Murphy
- 60 Bobby Cox
- 10 Chipper Jones
- 21 Warren Spahn
- 25 Andruw Jones
- 29 John Smoltz
- 31 Greg Maddux
- 35 Phil Niekro
- 41 Eddie Mathews

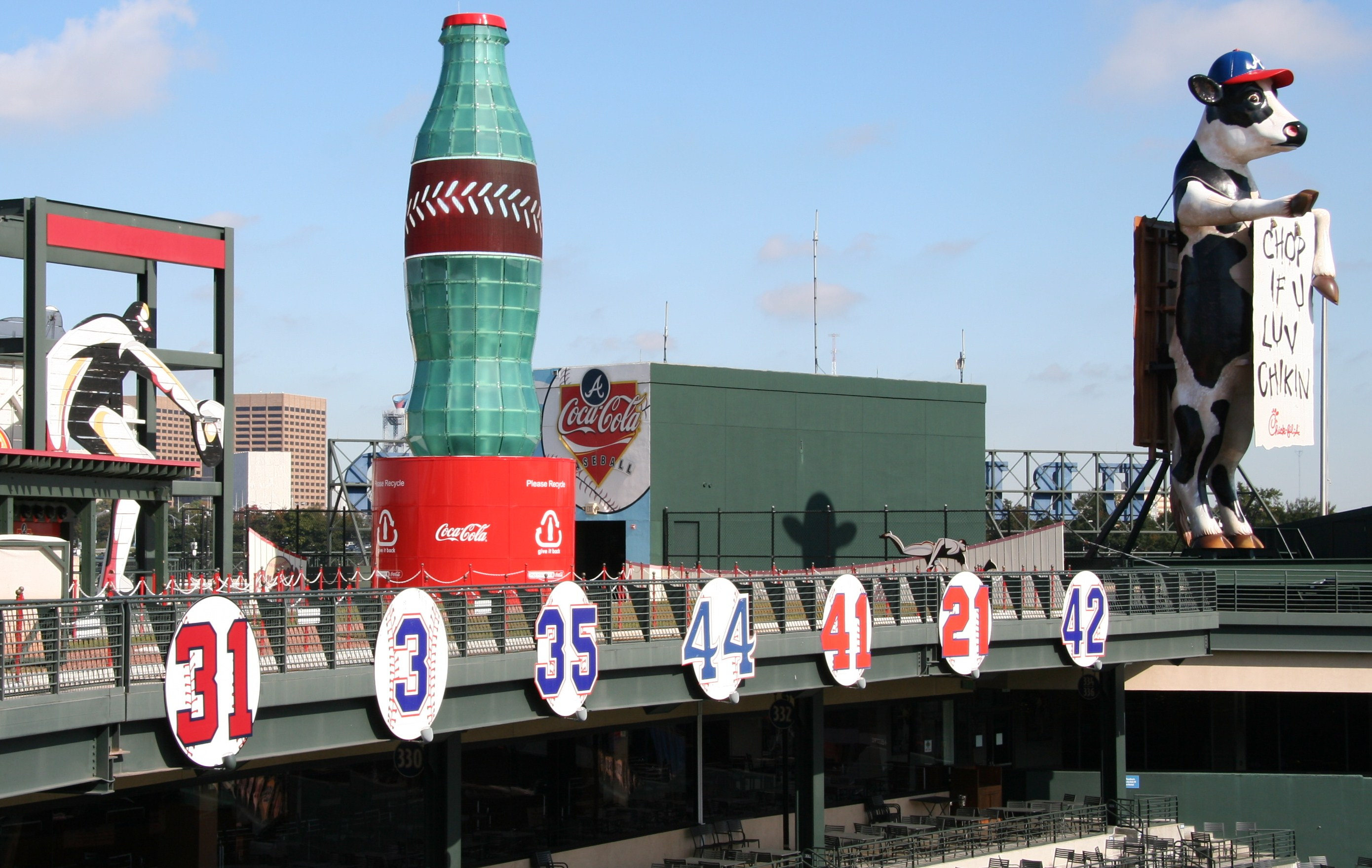
Nicht mehr zu vergebene Nummern im Turner Field

- 42 Jackie Robinson (bei jedem Club der Major League Baseball)
- 44 Hank Aaron
- 47 Tom Glavine

## Aktueller Kader
Bei  Doubleheadern dürfen die Teams einen 27. Spieler in den aktiven Kader berufen.

## Minor-League-Teams der Atlanta Braves
Zum Franchise der Braves gehören folgende Minor-League-Teams:
- AAA: Gwinnett Stripers, Lawrenceville, Georgia
- AA: Mississippi Braves, Pearl, Mississippi
- High-A: Rome Braves, Rome, Georgia
- Low-A: Augusta GreenJackets, North Augusta, South Carolina
- Rookie: Gulf Coast Braves, Kissimmee, Florida
- Rookie: Dominican Braves, Dominikanische Republik